# 소니 스마트워치
소니 스마트워치(Sony SmartWatch)는 안드로이드 스마트폰에 연결하여 트위터 피드, SMS 등을 표시할 수 있는 웨어러블 디바이스 계열이다. 각기 다른 버전들이 다른 안드로이드 전화들과 호환된다.

## 오리지널
오리지널 소니 스마트워치 모델 MN2SW는 여러 색으로 판매되는 유연한 실리콘 손목밴드를 사용한다. CES 2012에서 선보였으며 나중에 2012년 3월에 런칭하였다.

## 소니 스마트워치 2
소니 스마트워치 2(Sony SmartWatch 2) 모델 SW2는 2013년 9월 말에 런칭하였다. SW2는 안드로이드 4.0 이상의 스마트폰과 함께 동작하는데, 이는 삼성의 갤럭시 핸드셋의 일부와만 호환되는 경쟁 제품인 삼성의 갤럭시 기어 스마트워치와는 차이가 있다.

## 소니 스마트워치 3

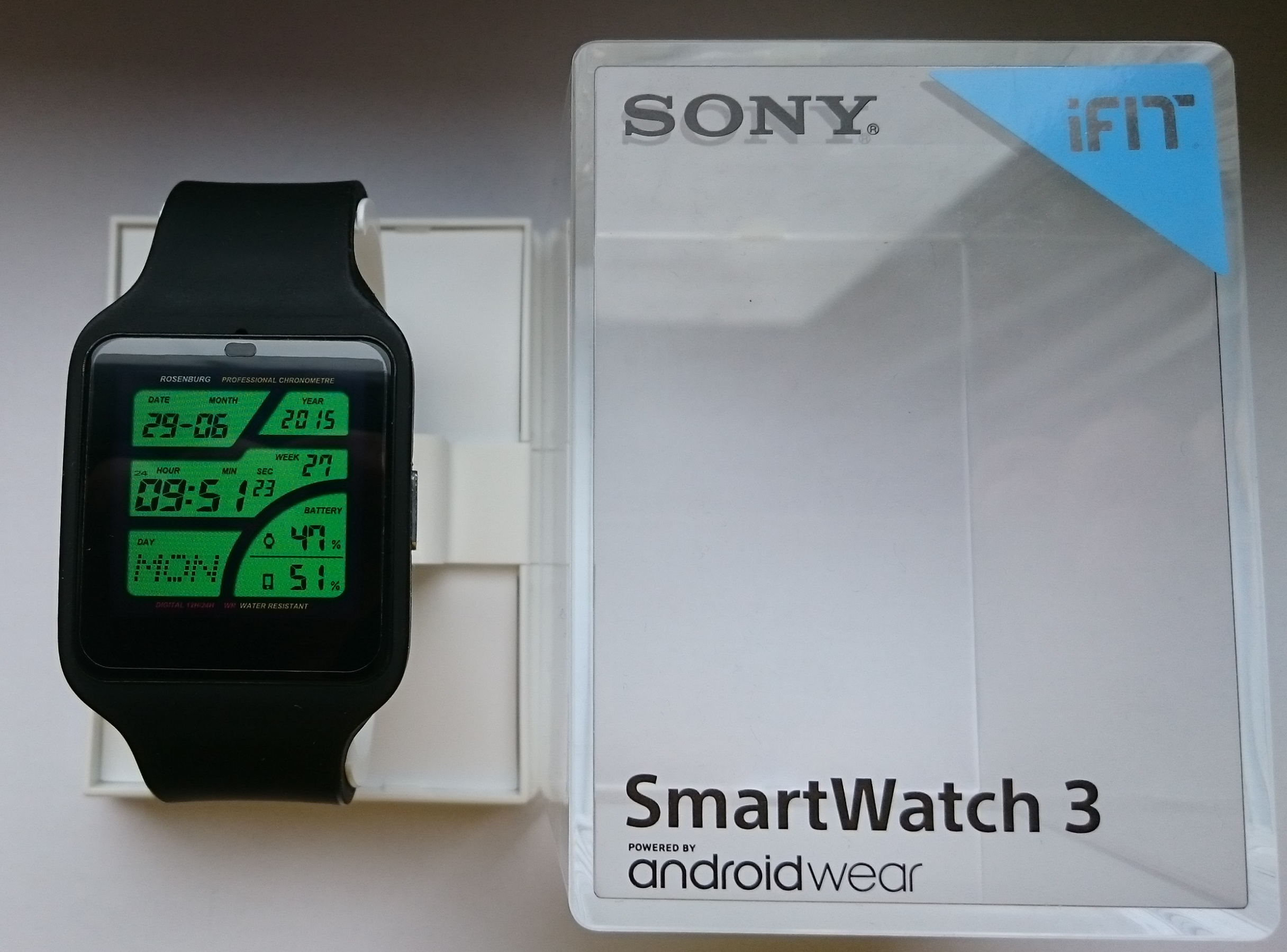
소니 스마트워치 3

IFA 2014에서 소니는 소니 스마트워치 3를 발표하였다. 프로세스는 이전 세대의 ARM Cortex-M MCU에서 ARM Cortex-A CPU로 전환하였다.

## 같이 보기
- 스마트워치
- 페블
- 삼성 갤럭시 기어